# Église Notre-Dame Saint-Louis de Lyon
 (juillet 2010).
Si vous disposez d'ouvrages ou d'articles de référence ou si vous connaissez des sites web de qualité traitant du thème abordé ici, merci de compléter l'article en donnant les références utiles à sa vérifiabilité et en les liant à la section « Notes et références ».
Notre-Dame Saint-Louis est une église affectée au culte catholique, située dans le quartier de la Guillotière, dans le 7e arrondissement de Lyon, dont elle constitue le sanctuaire paroissial le plus ancien. Elle est située à l'intersection de la rue de la Madeleine et de la Grande rue de la Guillotière.

## Histoire
La paroisse de la Guillotière a été érigée au XVIIe siècle. Dès 1619, une chapelle est édifiée, ayant pour vocable Notre-Dame de Grâce, devenant paroisse annexe, puis finalement démembrée du territoire de Saint-Julien de Cusset. Tour à tour abrité dans cette chapelle, celle des Mariniers puis des Pénitents Blancs, le culte paroissial devait finir par s'installer dans une salle du couvent des Franciscains de Picpus. La Révolution permet de lui affecter la chapelle Saint-Louis des Franciscains. Vétuste et notoirement insuffisant pour le quartier populeux de la Guillotière, cet édifice laisse place à l'église actuelle, construite par l'architecte Christophe Crépet de 1842 à 1847,.

## Architecture

### L'extérieur

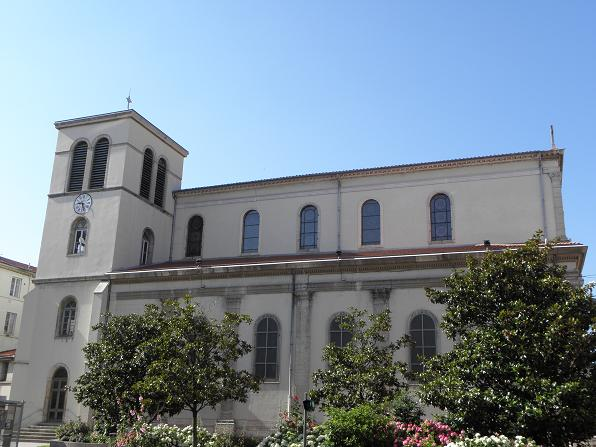
Façade latérale de l'église

La façade principale de l'église présente une ordonnance classique à deux étages qui laisse deviner la distribution intérieure de l'édifice. Le rez-de-chaussée, précédé de quelques degrés, s'organise autour d'un avant-corps percé de la porte centrale en arc plein-cintre. Deux couples de pilastres toscans l'accostent, entre lesquels prennent place deux niches. Cet avant-corps correspond à la nef principale de l'édifice. Il est encadré par deux annexes animées seulement d'une porte au linteau droit donnant accès aux collatéraux ainsi que d'un nouveau pilastre aux angles extérieurs. Une frise modeste unit cet étage tandis que seule la partie médiane se voit dotée d'un étage. Juchés sur un entablement, quatre pilastres corinthiens encadrent deux nouvelles niches et un oculus central. Un fronton triangulaire simple, sommé d'une croix, couronne le tout. Le seul élément décoratif consiste dans les statues des quatre Évangélistes logées dans les niches.
Seule la façade latérale nord est visible. Le collatéral est rythmé par cinq fenêtres plein-cintre encadrées de pilastres toscans, l'étage de la nef principale reprenant la même ordonnance excepté les pilastres qui font défaut.
Le clocher trouve place à l'extrémité est du collatéral nord, accolé à l'abside de la grande nef. Il présente quatre étages, les deux premiers, d'un hauteur sensiblement égale à celle du collatéral, sont percés d'une porte et d'une fenêtre plein-cintre. L'étage de l'horloge comporte semblablement une fenêtre plein-cintre, et celui du clocher des fenêtres géminées. Une toiture de tuiles à quatre faces couronne le tout, guère plus haut que la nef principale.

### L'intérieur

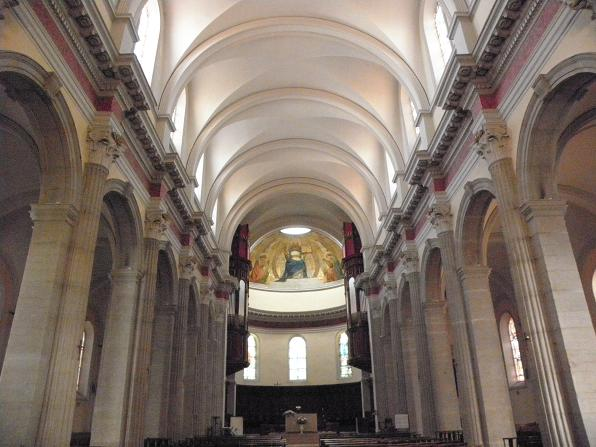
Intérieur de l'église

L'intérieur de l'édifice contraste avec cette première impression de dépouillement. Dépourvu de transept, l'édifice affecte un plan basilical, une large nef de six travées accostée de deux collatéraux débouchant sur un chœur en hémicycle. Chaque travée présente une arcade plein-cintre reposant sur deux piliers précédés d'une colonne corinthienne, laquelle soutient une corniche fleurie. À l'étage, une fenêtre plein-cintre est logée entre deux pilastres portant les doubleaux d'une voûte en berceau. Le chœur, en hémicycle, est doté de trois fenêtres plein-cintre ainsi que d'un éclairage zénithal, en avant du cul de four. Les collatéraux sont également voûtés en berceau.

## Œuvres d'art
- Fresque du cul de four de l'abside par Louis Bardey et L. Rogniat : Christ de majesté siégeant entre deux anges adorateurs.
- Fresques figurant saint Irénée et saint Pothin à l'étage de l'avant-nef.
- Statue de Notre-Dame de Grâce par Joseph-Hugues Fabisch, à l'autel du collatéral gauche.
- Peinture du Lyonnais Angel Joyard figurant saint Louis en prière, à l'autel du collatéral droit. Commandé par la ville de Lyon en 1846, ce tableau fut livré en 1849.
- Vitraux du XIXe siècle relatant la vie de la Vierge et celle de saint Louis sous forme de vignettes.

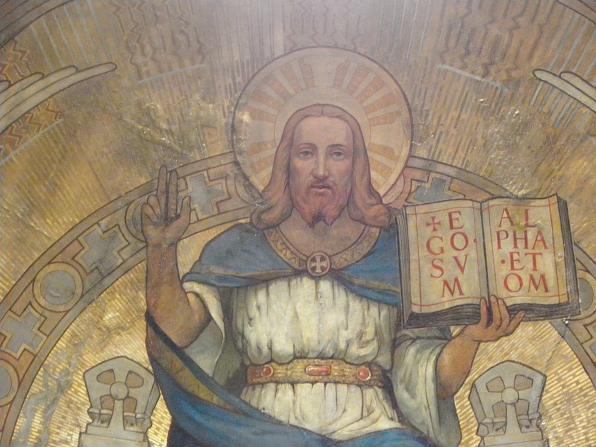
Fresque du cul de four de l'église : Christ de Majesté par Bardey et Rogniat
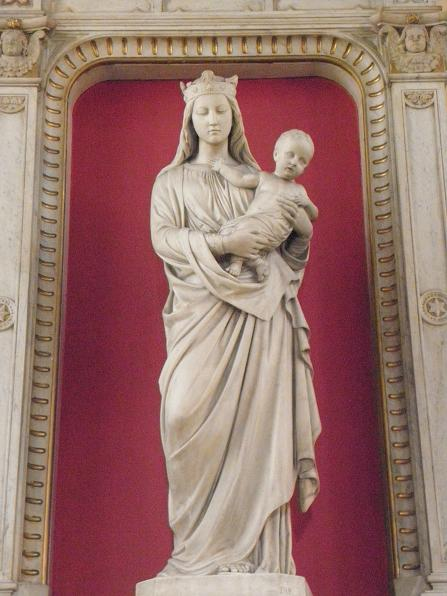
Statue de Notre-Dame de Grâce par Joseph-Hugues Fabisch
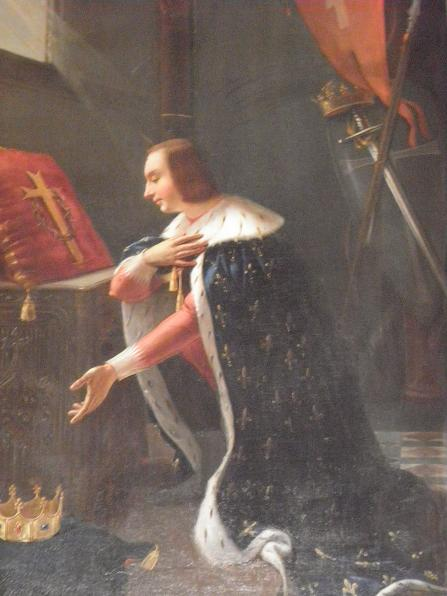
Tableau de saint Louis en prière par Angel Joyard

## Grand orgue
Instrument symphonique construit en 1946 par les établissements Michel - Merklin & Kuhn dans un double buffet de l'architecte Louis Mortamet, de part et d'autre du chœur. Console séparée située dans le chœur. Doté de trois claviers de 61 notes et d'un pédalier de 32 notes, 39 jeux, il a été restauré par le facteur Jacques Nonnet (orgues Giroud) en 2008, et fait partie des meilleurs instruments symphoniques de Lyon.

## Source
- Dominique Bertin, Nicolas Reveyron, Jean-François Reynaud, Lyon et ses églises. Découvrir la ville autrement, Éditions Lyonnaises d'Art et d'Histoire, mai 2010, 127p.